# Grote Koppel
Grote Koppel was een heerlijkheid in de provincie Utrecht.
De heerlijkheid Grote Koppel was grotendeels gelegen op de plaats van het huidige knooppunt Lunetten met een smalle uitloper naar het noorden tot ongeveer het huidige station Utrecht Lunetten. Het gebied werd tot 1675 door het domkapittel bestuurd en daarna door personen die de heerlijkheid door koop verkregen.
Het gerecht Grote Koppel was van 1795 tot 1801 verbonden met Bunnik en van 1812 tot 1818 met Houten. Bij de vorming van de gemeente Oud-Wulven per 1-1-1818 ging het deel uit maken van die gemeente. Toen deze gemeente per 8-9-1857 bij Houten werd gevoegd, werd dus ook Grote Koppel bij Houten gevoegd. Het gebied werd per 1-1-1954 grotendeels door Utrecht geannexeerd, het klein gedeelte kwam later bij Nieuwegein.

## Literatuur

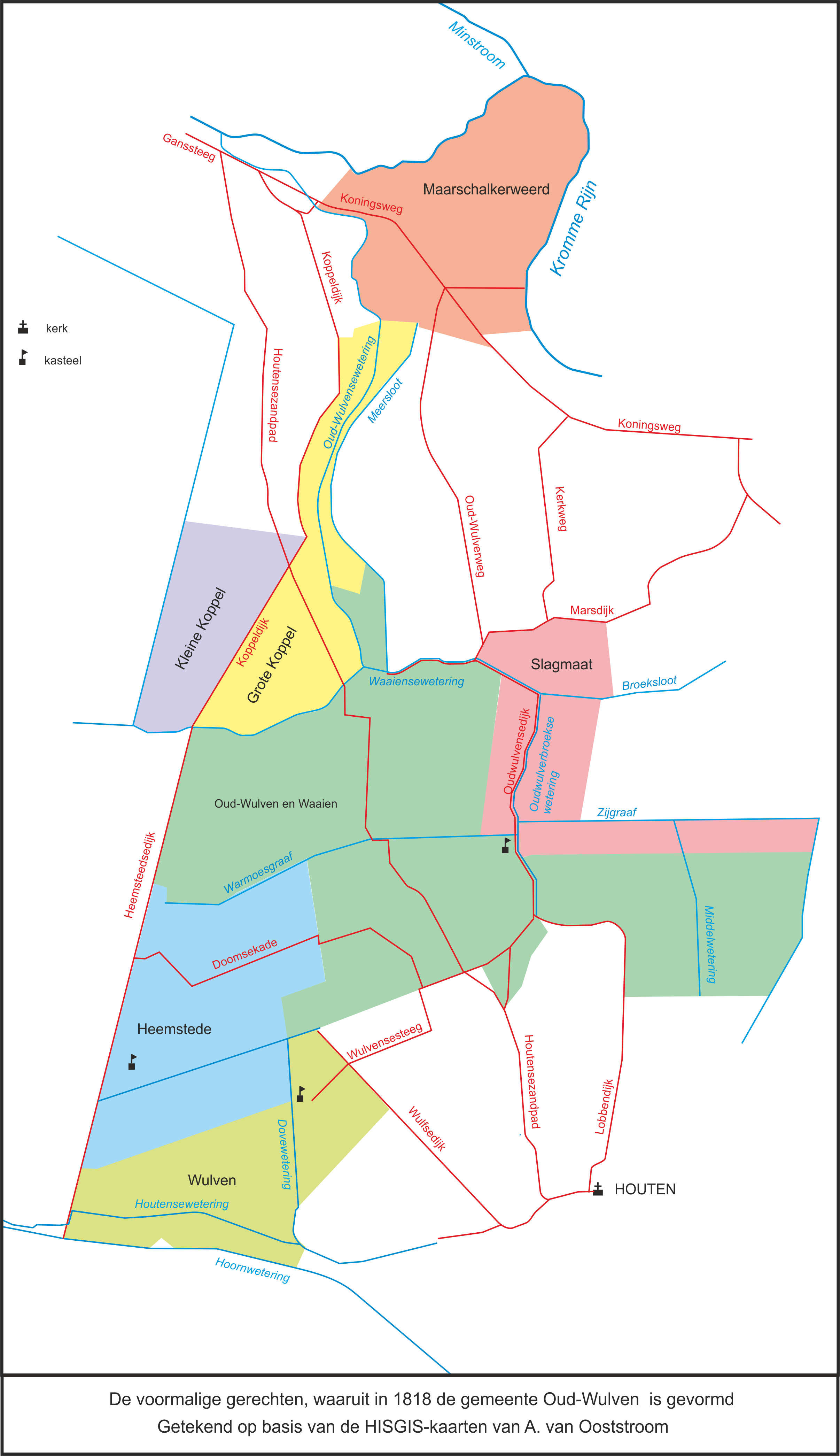